# Джемона-дель-Фріулі
Джемона-дель-Фріулі (італ. Gemona del Friuli) — муніципалітет в Італії, у регіоні Фріулі-Венеція-Джулія,  провінція Удіне.
Джемона-дель-Фріулі розташована на відстані близько 500 км на північ від Рима, 90 км на північний захід від Трієста, 26 км на північ від Удіне.
Населення — 11 096 осіб (2014).

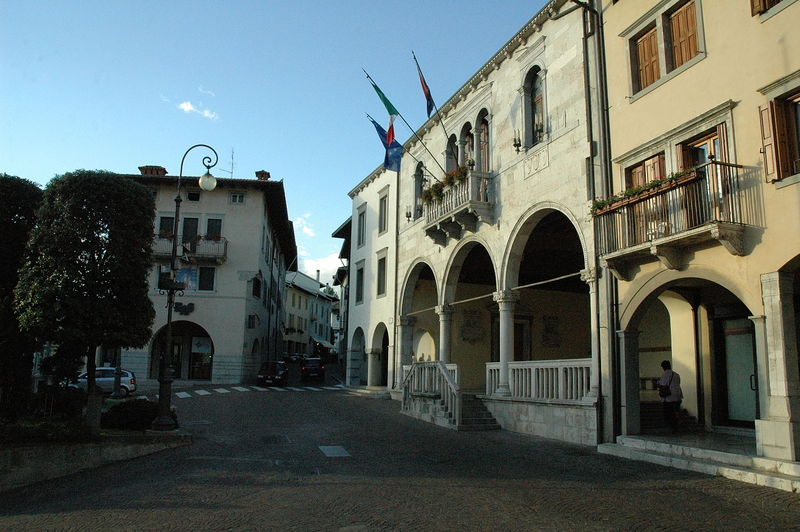

Щорічний фестиваль відбувається 13 червня. Покровитель — Sant'Antonio.

## Демографія
Населення за роками:

Станом на 1 січня 2023 року в муніципалітеті офіційно проживали 473 іноземці з 53 країн, серед них 143 громадяни країн Євросоюзу та 31 громадянин України.

## Уродженці
- Джорджо Руміньяні (*1939) — відомий у минулому італійський футболіст, півзахисник, згодом — тренер.

- П'єрлуїджі Ронцон (*1934) — відомий у минулому італійський футболіст, захисник, півзахисник.
- Сімоне Падоїн (*1984)  - відомий італійський футболіст.

## Сусідні муніципалітети
- Артенья
- Бордано
- Буя
- Лузевера
- Монтенарс
- Озоппо
- Тразагіс
- Венцоне